# Верджин-Горда
Верджин-Горда (англ. Virgin Gorda) — один из Виргинских островов, третий по территории и второй по численности в заморском владении Британские Виргинские острова.
Население — 3063 человек (2003), проживающих на территории 21 км². Практически все живут в Спаниш-Тауне.

## География
Верджин-Горда — остров вулканического происхождения, высочайшая точка — 450 м над уровнем моря (Пик Горда).

## История
Остров был открыт Христофором Колумбом в 1493 году. Позже на острове были базы пиратов.

## Экономика
В настоящее время экономика острова базируется на туризме. На острове действует небольшой одноимённый аэропорт.